# آسپندوس
آسپندوس (به انگلیسی: Aspendos) شهری باستانی یونانی-رومی در ناحیه سریک، استان آنتالیای ترکیه است. این سایت در هفت کیلومتری شمال‌شرقی مرکز سریک واقع شده‌است.

## نگارخانه

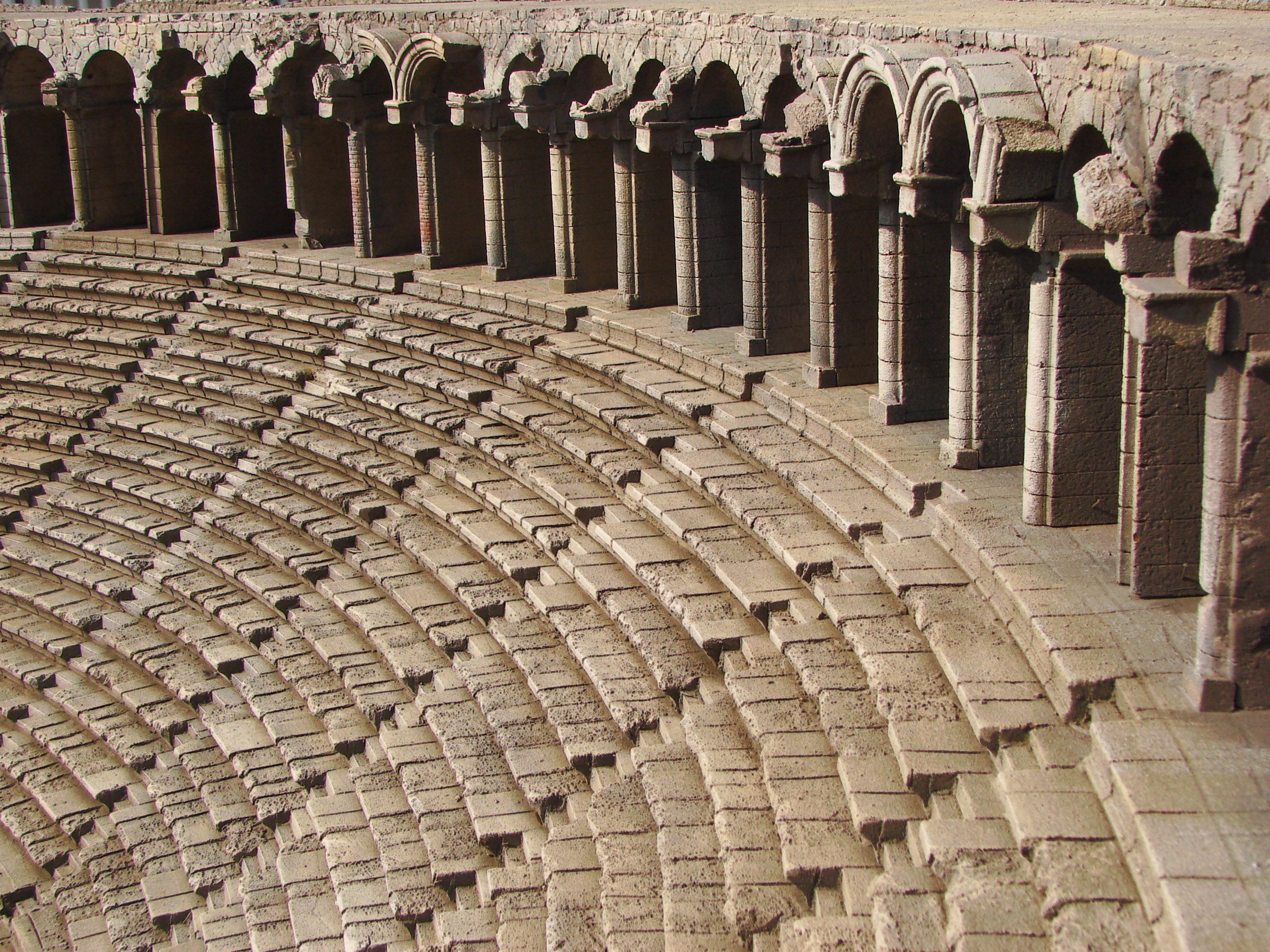
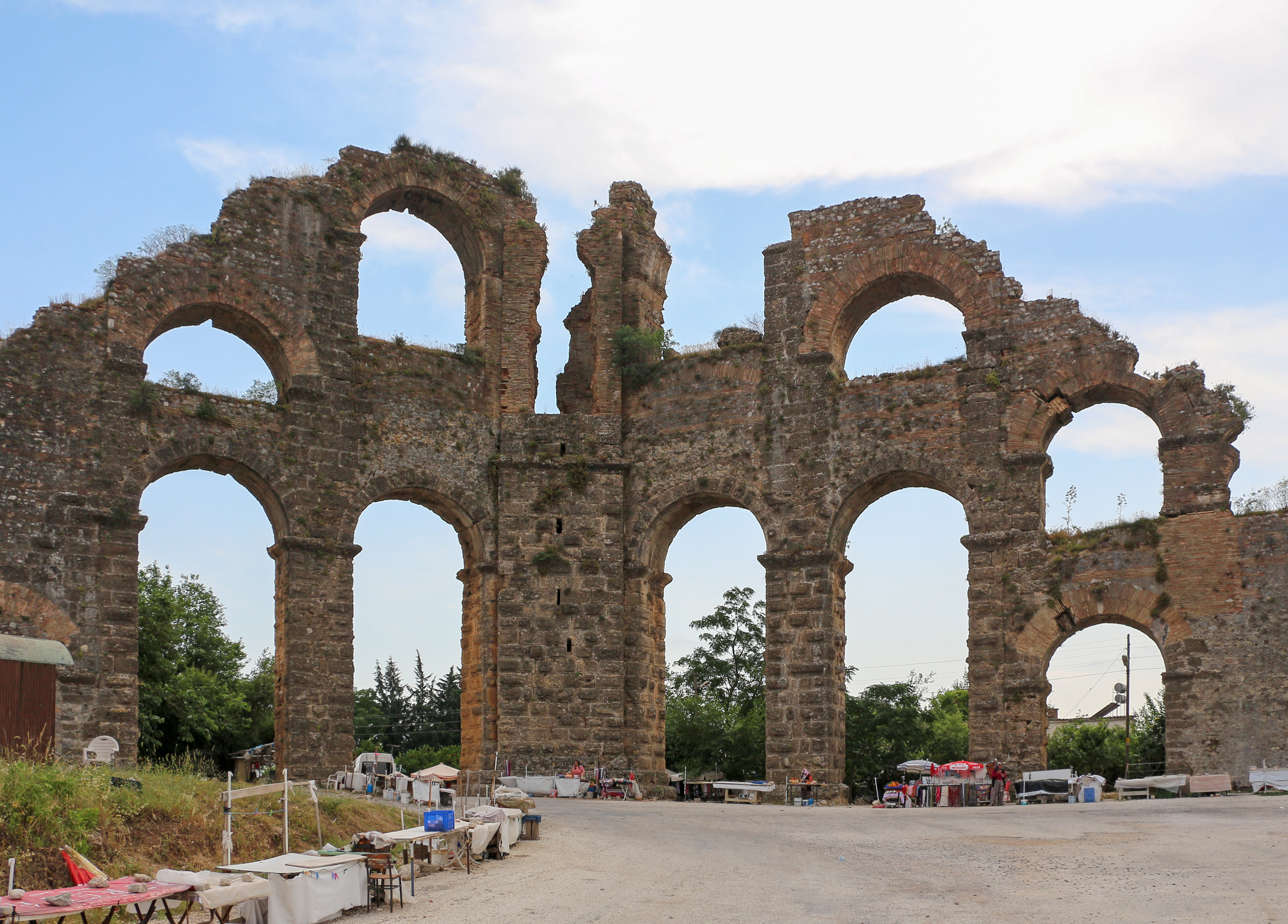
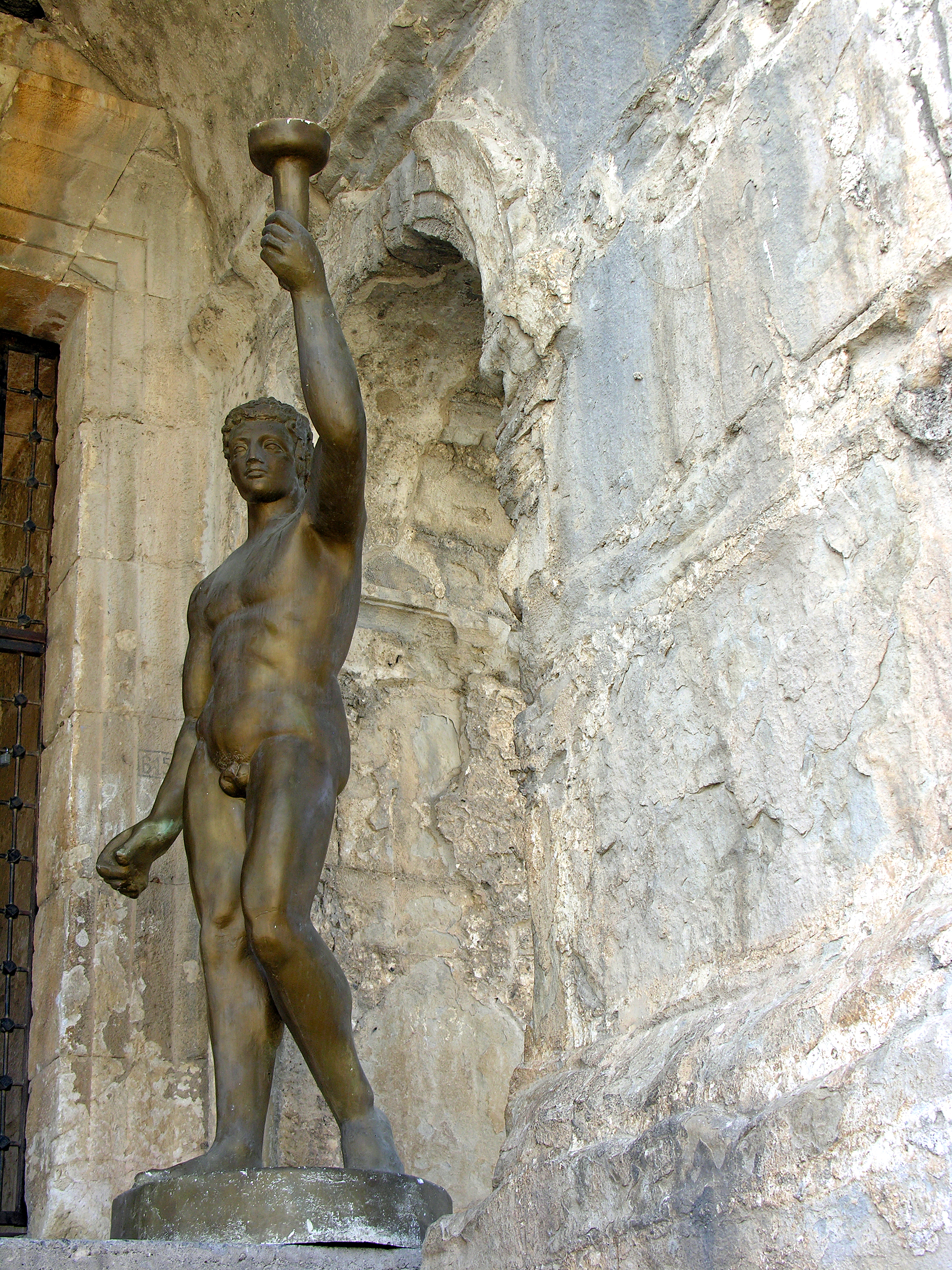
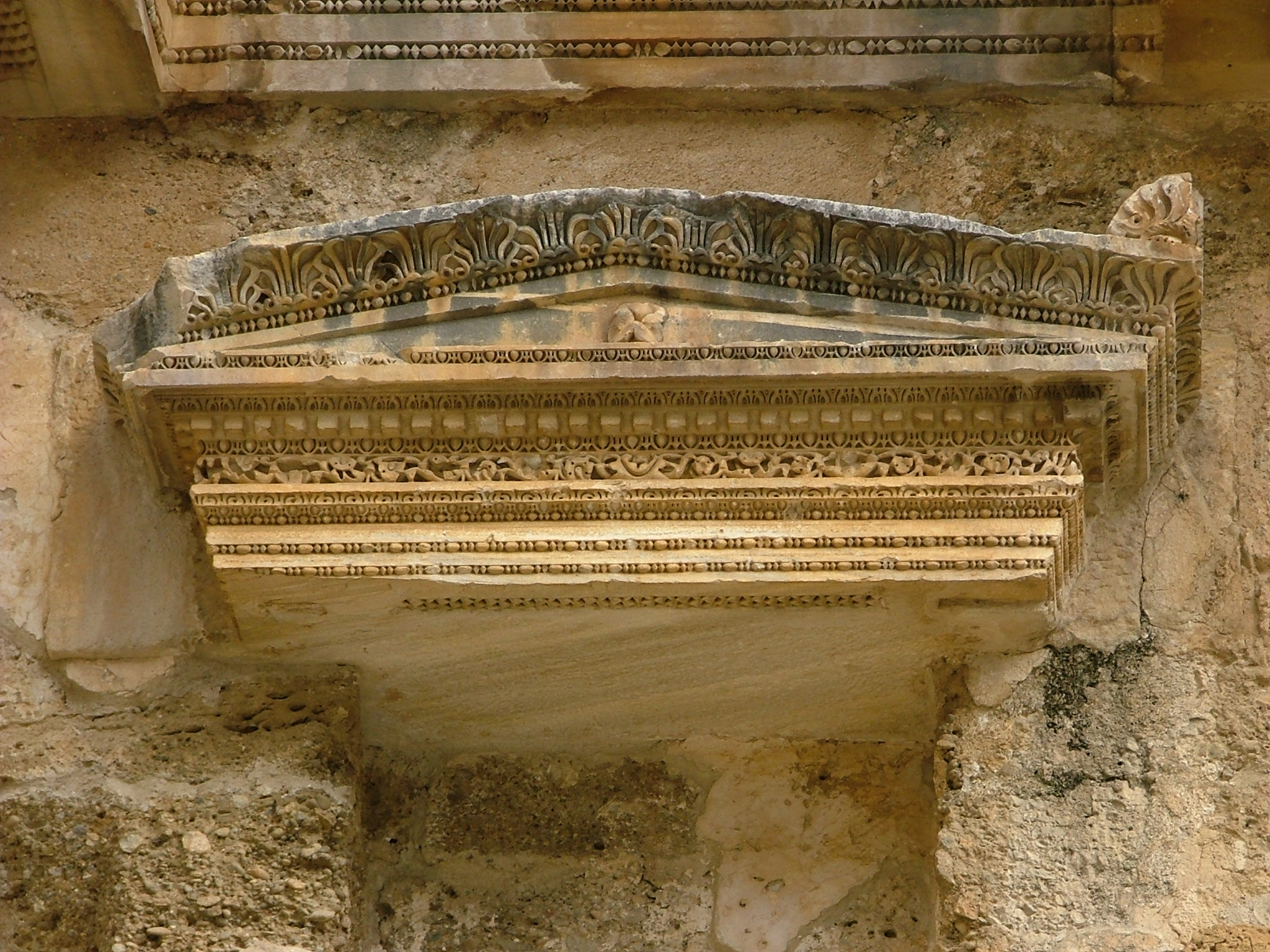
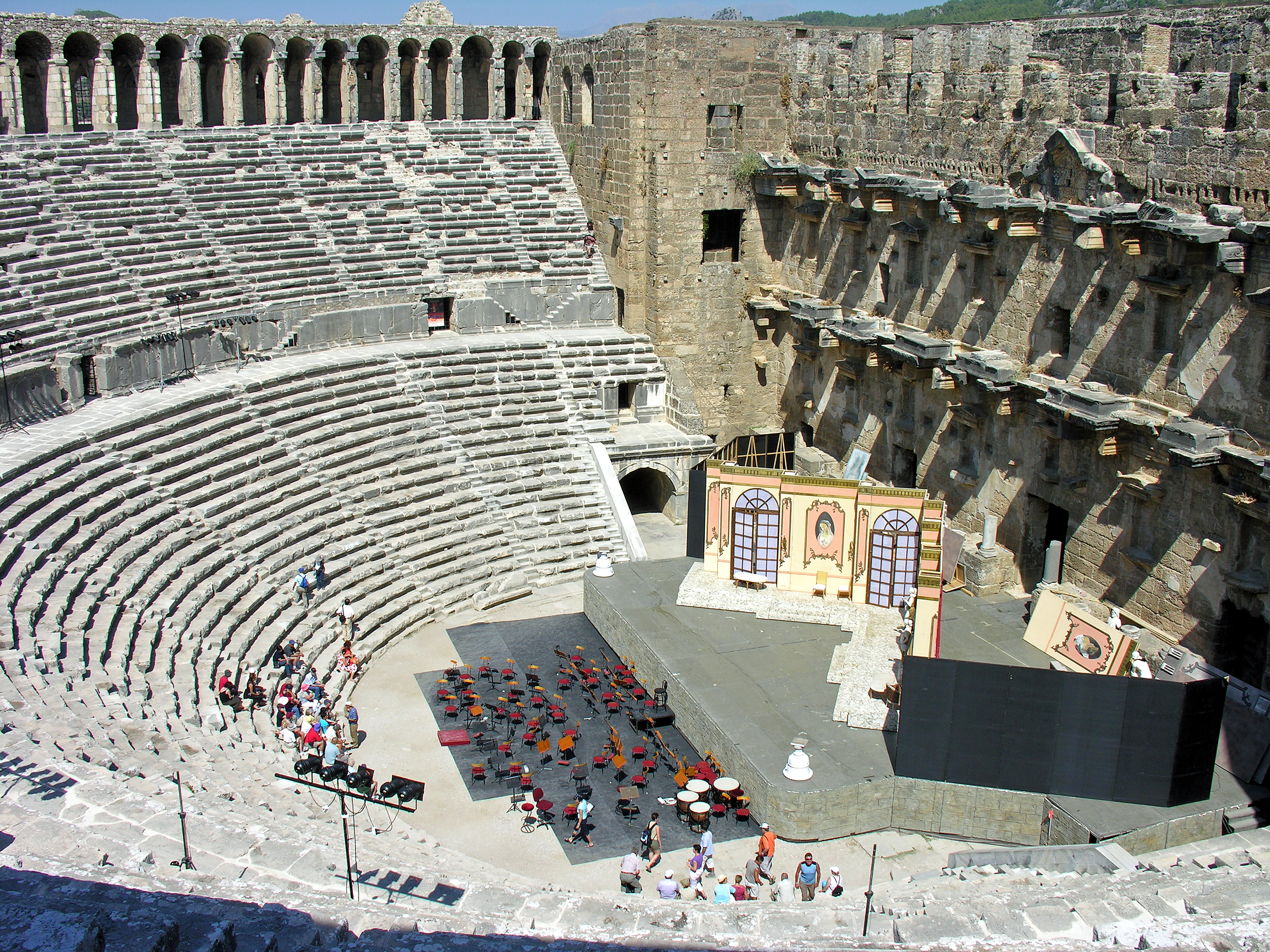
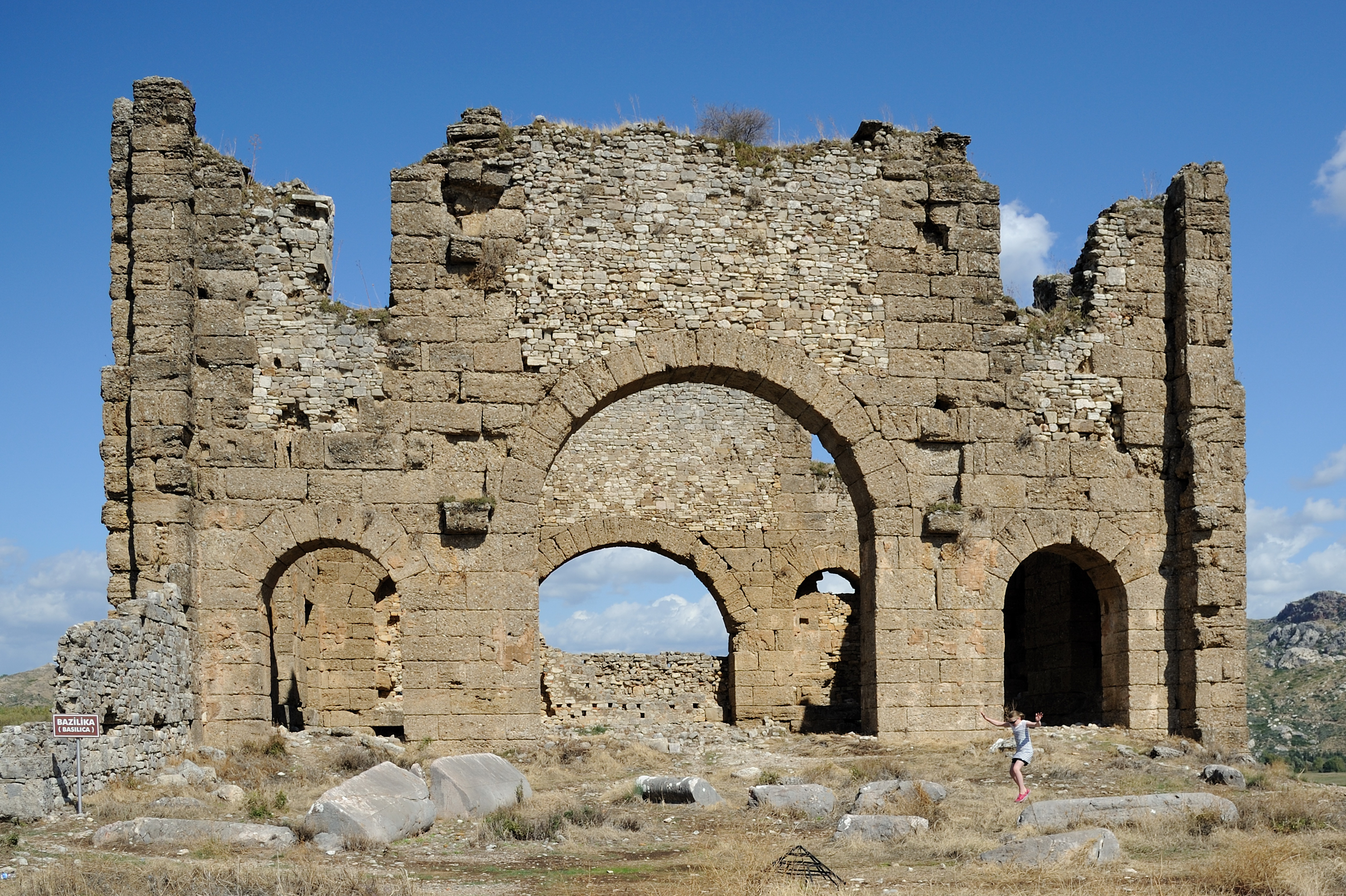
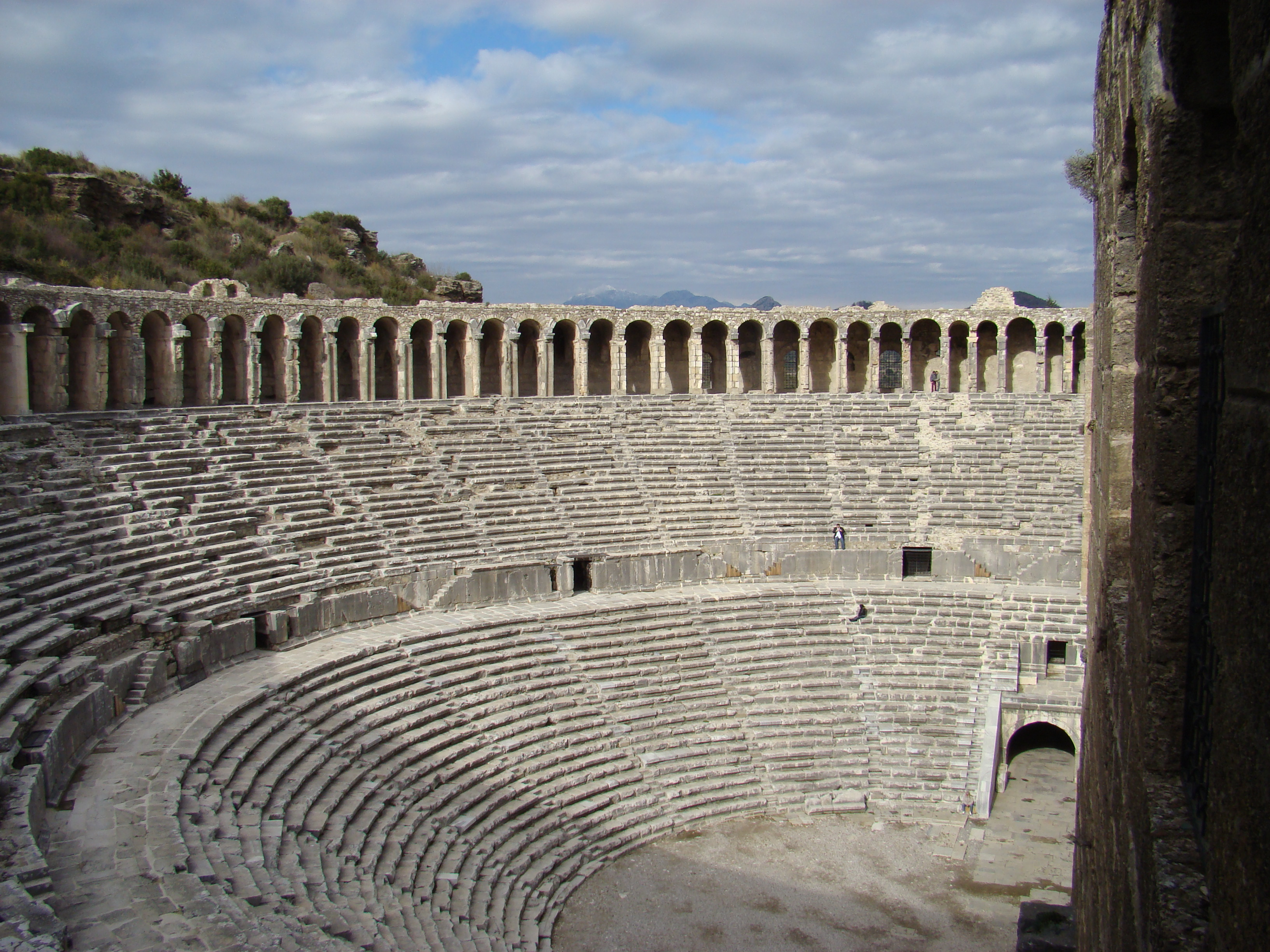